# Jirón Ica
El Jirón Ica es una calle del Damero de Pizarro en el centro histórico de Lima, capital del Perú. Continuando el trazo del jirón Ucayali, esta vía se extiende desde el jirón de la Unión hacia el oeste a lo largo de nueve cuadras.

## Historia
La vía que hoy constituye el Jirón Ica fue tendida por el conquistador Francisco Pizarro cuando fundó la ciudad de Lima el 18 de enero de 1535. Aunque no fue sino hasta el siglo XIX que le fue dado el nombre que ostenta. En su inicio sólo contaba con ocho cuadras.
En 1573 los padres agustinos adquirieron una manzana entera ubicada en la segunda cuadra de esta vía para la construcción de su iglesia y convento (actual Iglesia de San Agustín). En 1862, al adoptarse la nueva nomenclatura urbana, la vía fue bautizada como jirón Ica en honor al Departamento de Ica.

## Nombres antiguos de las cuadras del Jirón Ica
Desde la fundación de Lima y hasta el año 1862, las calles en Lima tenían un nombre por cada cuadra. Así, una misma vía era, en realidad, varias calles. Es por ello que, antes de que la vía fuera llamada Jirón Ica, cada una de sus 9 cuadras tenía un nombre distinto.
- Cuadra 1: llamada Plateros de San Agustín por el predominio de tiendas y fábricas de objetos de platería.
- Cuadra 2: Denominada en 1613: “Cuadra de la Iglesia de San Agustín y puerta de San Agustín.” Luego se llamó Comedia Vieja por el corral de comedias que, frente a la Iglesia de San Agustín existía desde el siglo XVIII. En el siglo XIX readquirió su primitiva designación de San Agustín.
- Cuadra 3: llamada Concha por la vivienda de la familia Santiago-Concha, marqueses de Casa Concha. En ella se encuentran el Teatro Municipal de Lima y la sede de la Asociación de Artistas Aficionados.
- Cuadra 4: llamada La Riva, por la residencia de Vicente de La Riva y San Cristóbal, sede de la Sociedad Entre Nous. En ella también se encuentra Casa Fernandini, diseñada por Claudio Sahut.
- Cuadra 5: llamada San Sebastián por la Iglesia de San Sebastián que se construyó a mediados del siglo XVI.
- Cuadra 6: llamada Orejuelas por la vivienda de una familila limeña en el siglo XVIII.
- Cuadra 7: llamada Chávez (llamada Chávez de San Sebastián para distinguirse de Chávez de Belén - primera cuadra del jirón Pachitea). Se desconoce el origen de su nombre.
- Cuadra 8: llamada Medalla, desconociéndose el origen de su nombre.
- Cuadra 9: llamada Molino o Molino de Monserrate, con más precisión, por la existencia de un molino cercano al convento de Monserrate ubicado en la calle Monserrate.

## Recorrido
El jirón inicia su recorrido desde el Jirón de la Unión. En su segunda cuadra se encuentra la Iglesia de San Agustín frente a una plazoleta donde destaca el edificio en el que se encuentran las oficinas del diario La República. El jirón, en sus primeras cuadras, tiene un carácter exclusivamente comercial destacando la presencia de restaurantes. Luego de su cruce con la avenida Tacna el jirón adquiere un carácter residencial. La parte occidental del jirón, especialmente luego de la avenida Tacna constituye parte de una de las zonas de criminalidad de la ciudad.

## Galería

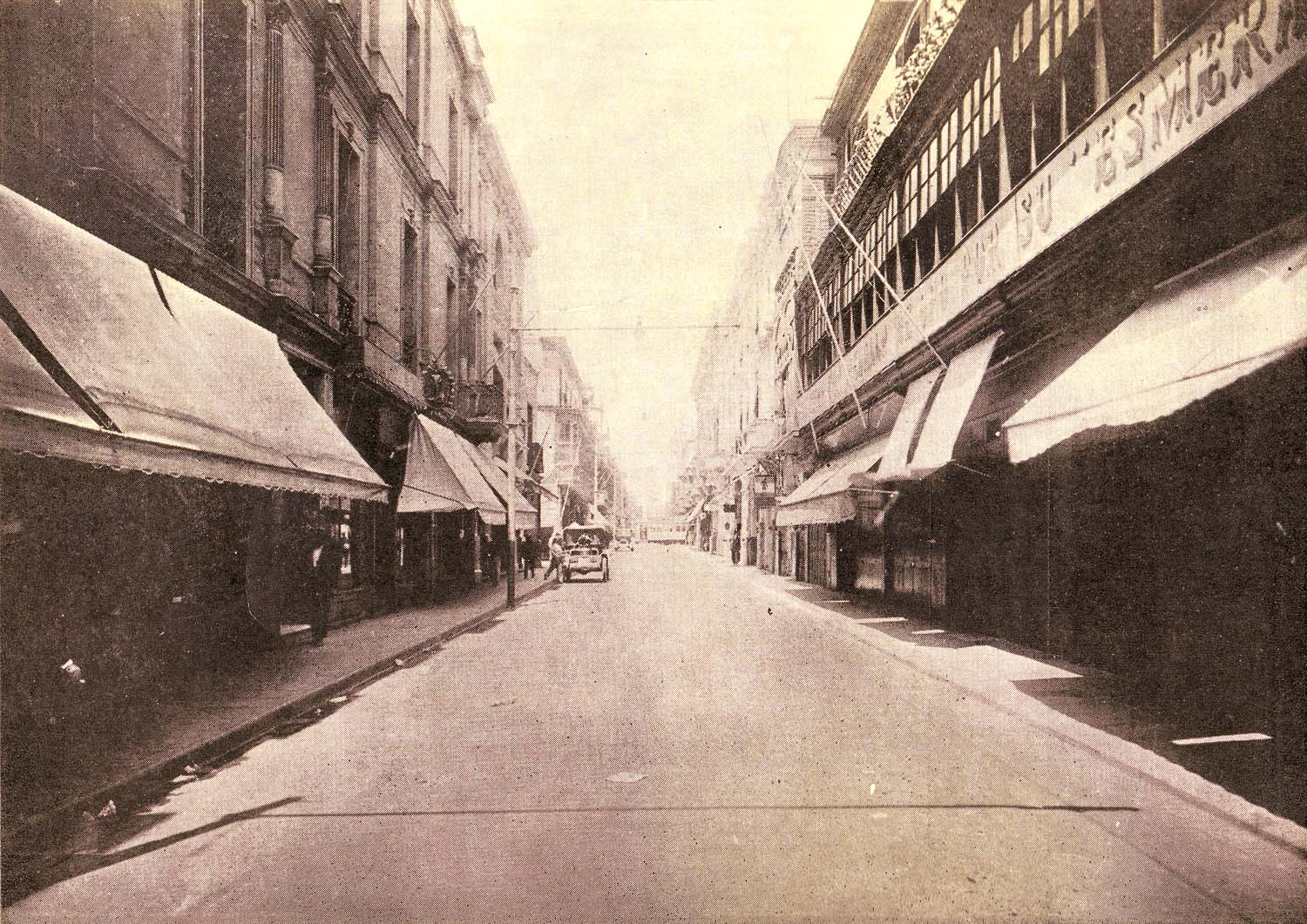
Calle Plateros
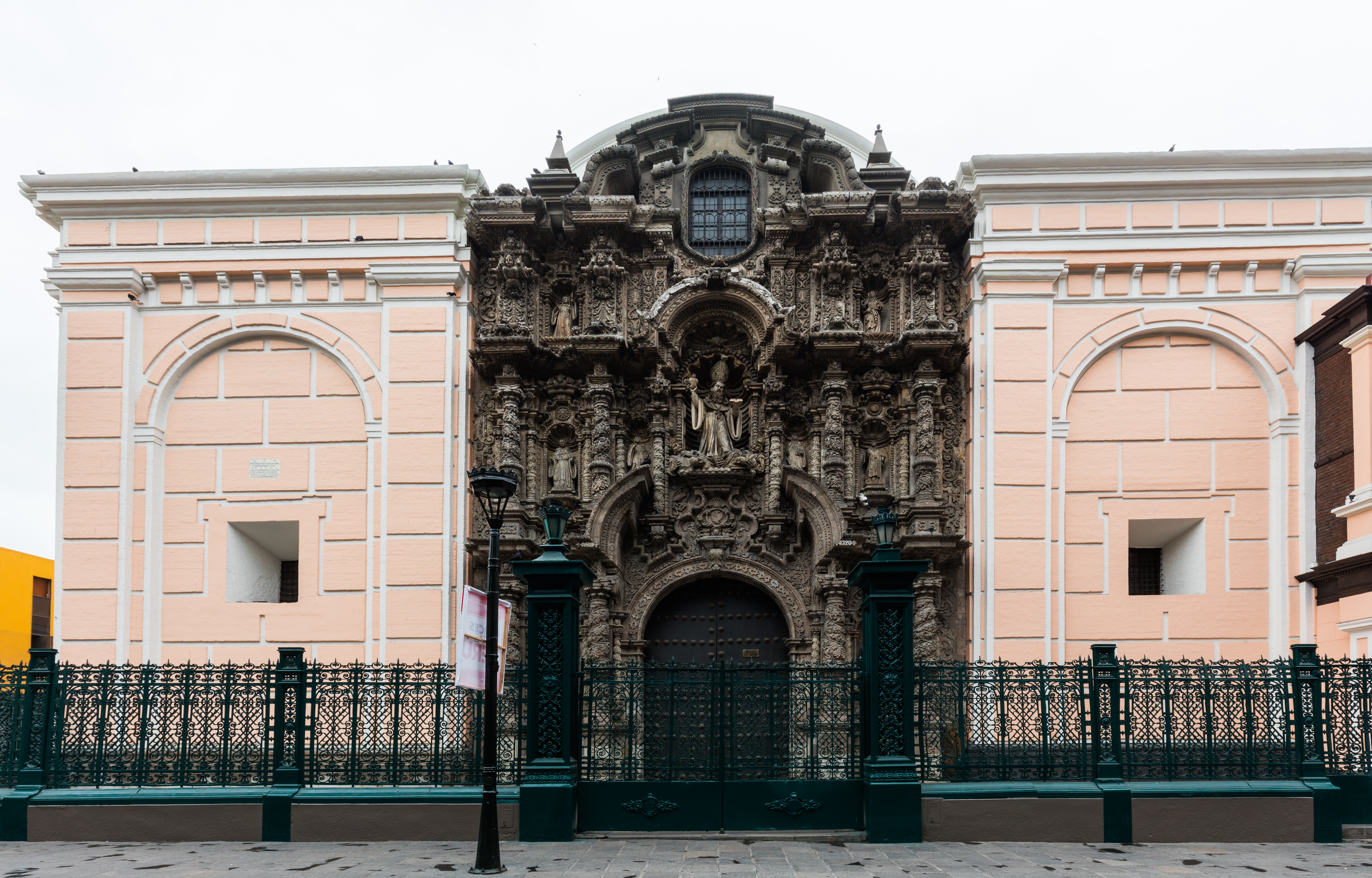
La Iglesia de San Agustín en el cruce con el jirón Camaná
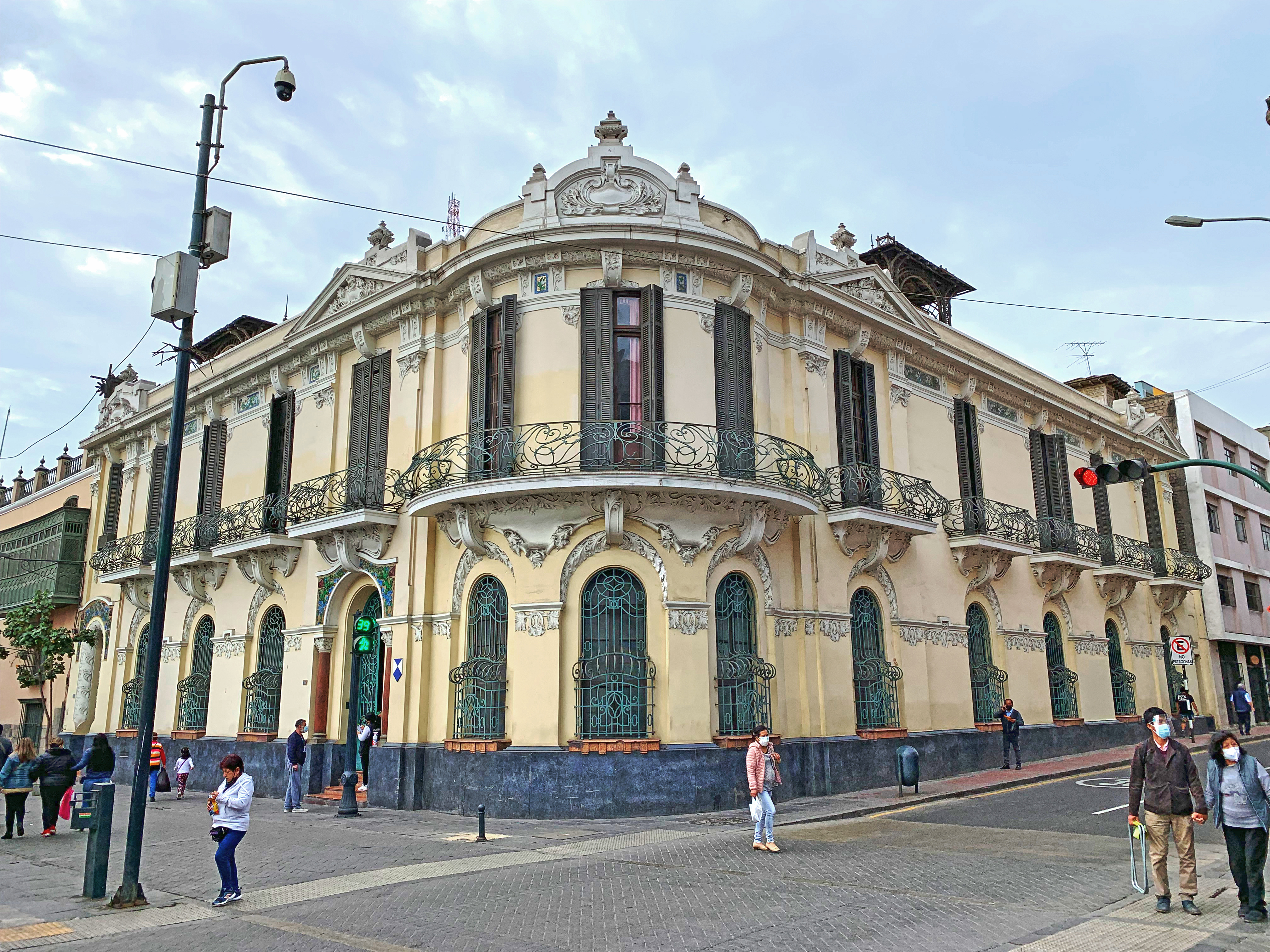
Casa Fernandini
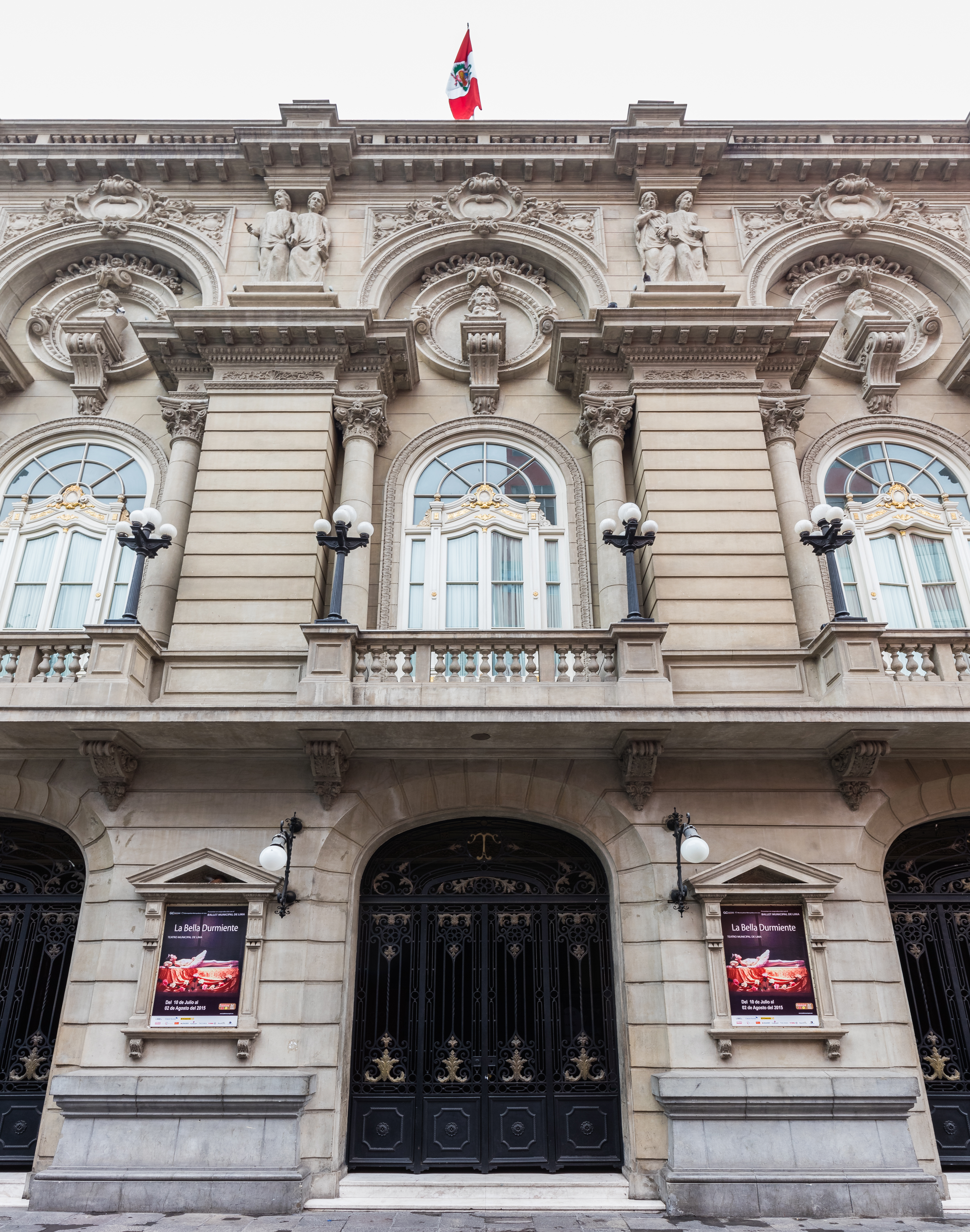
Teatro Municipal
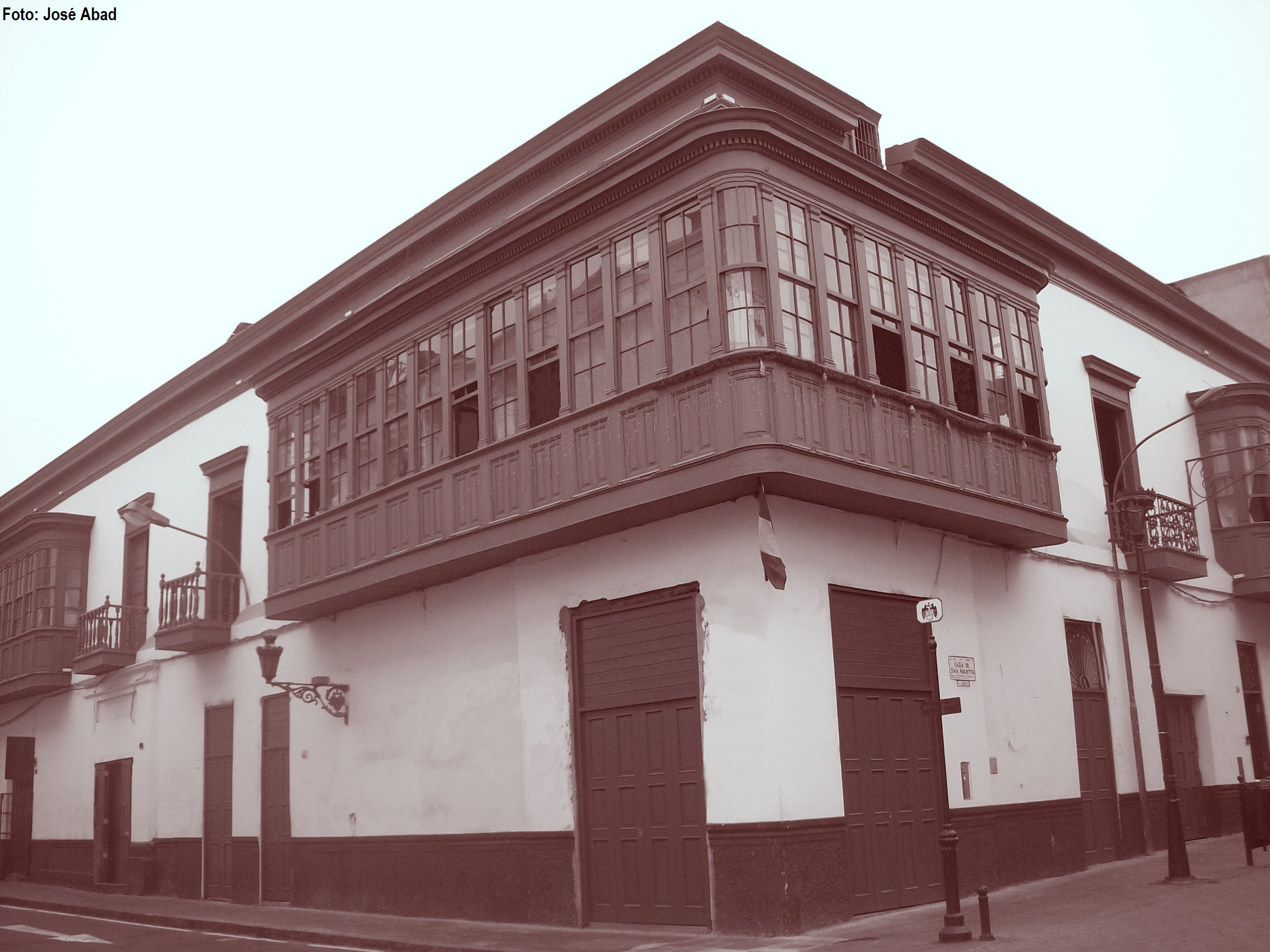
Esquina de los jirones Ica y Caylloma
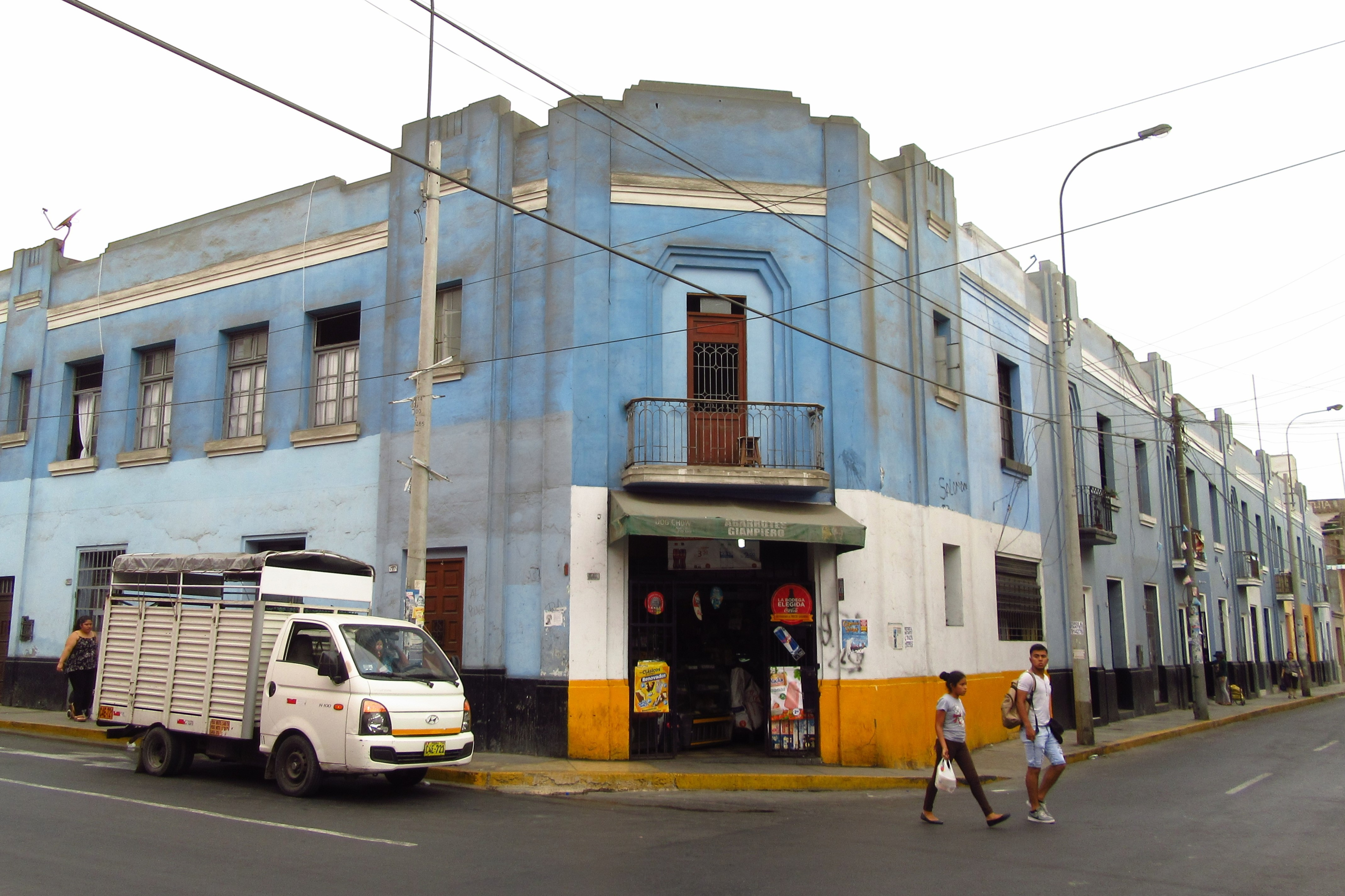
Esquina de los jirones Ica y Cañete
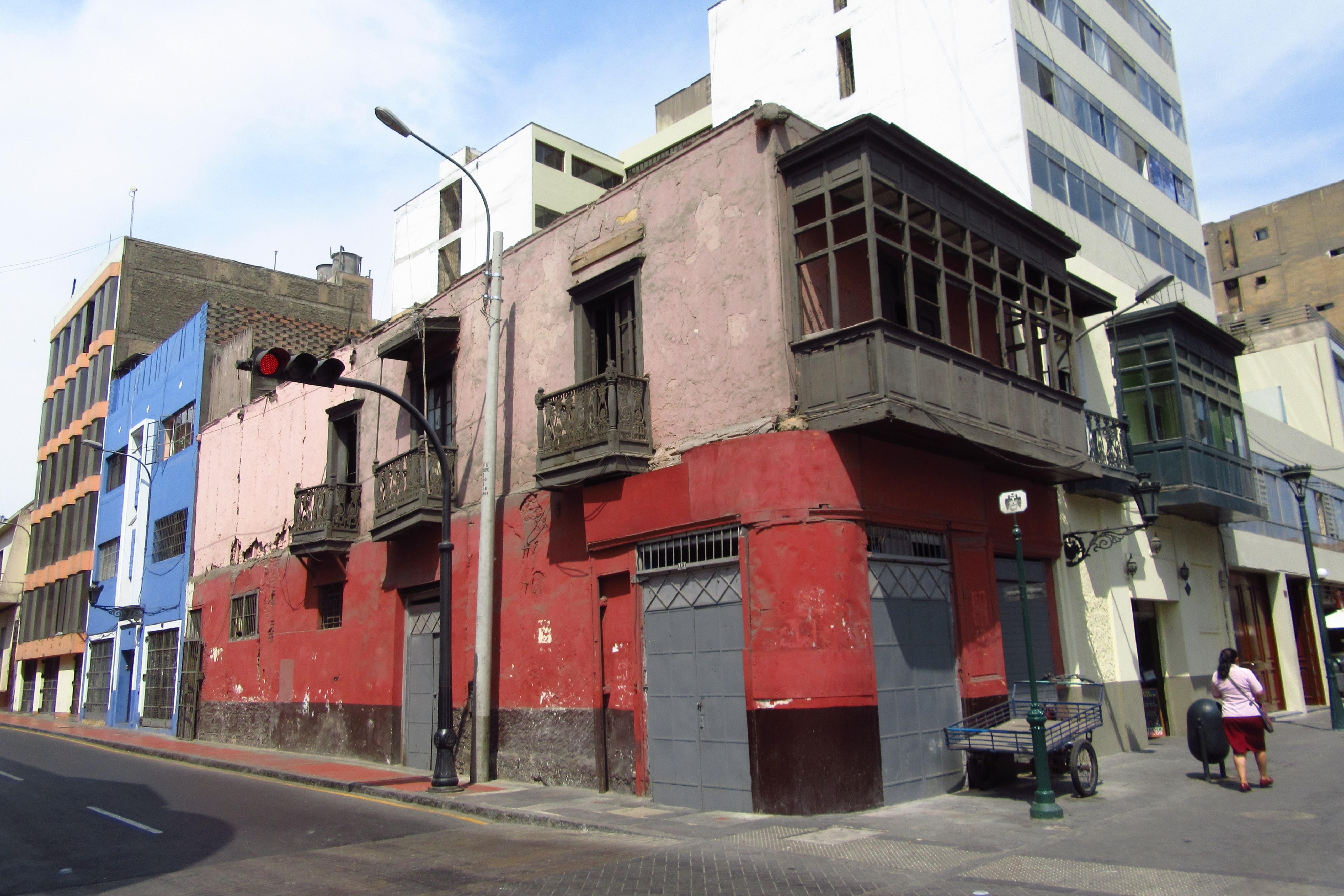
Casa con balcón cerrado en el cruce de los jirones Ica y Rufino Torrico
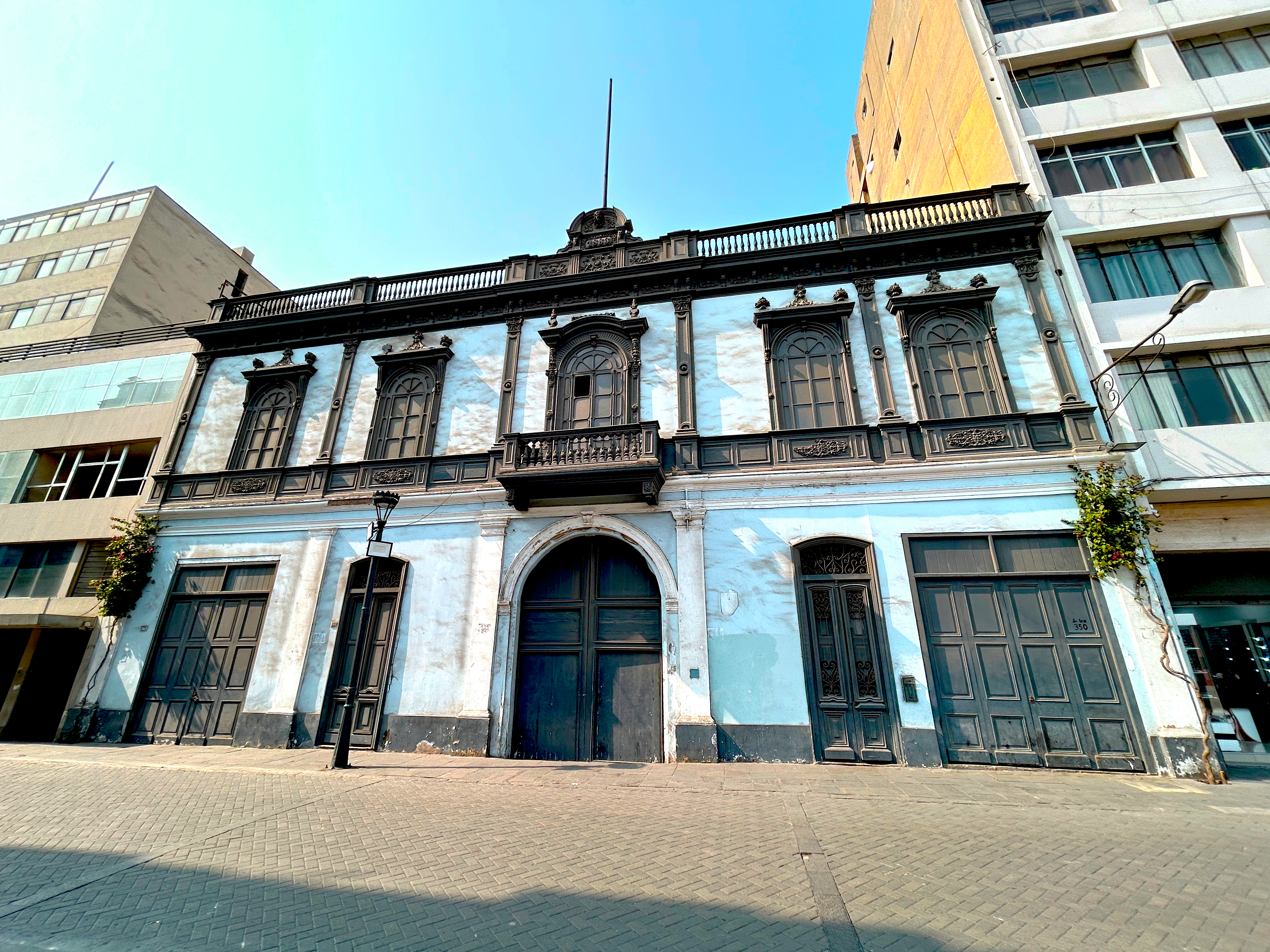
Jr. Ica 350
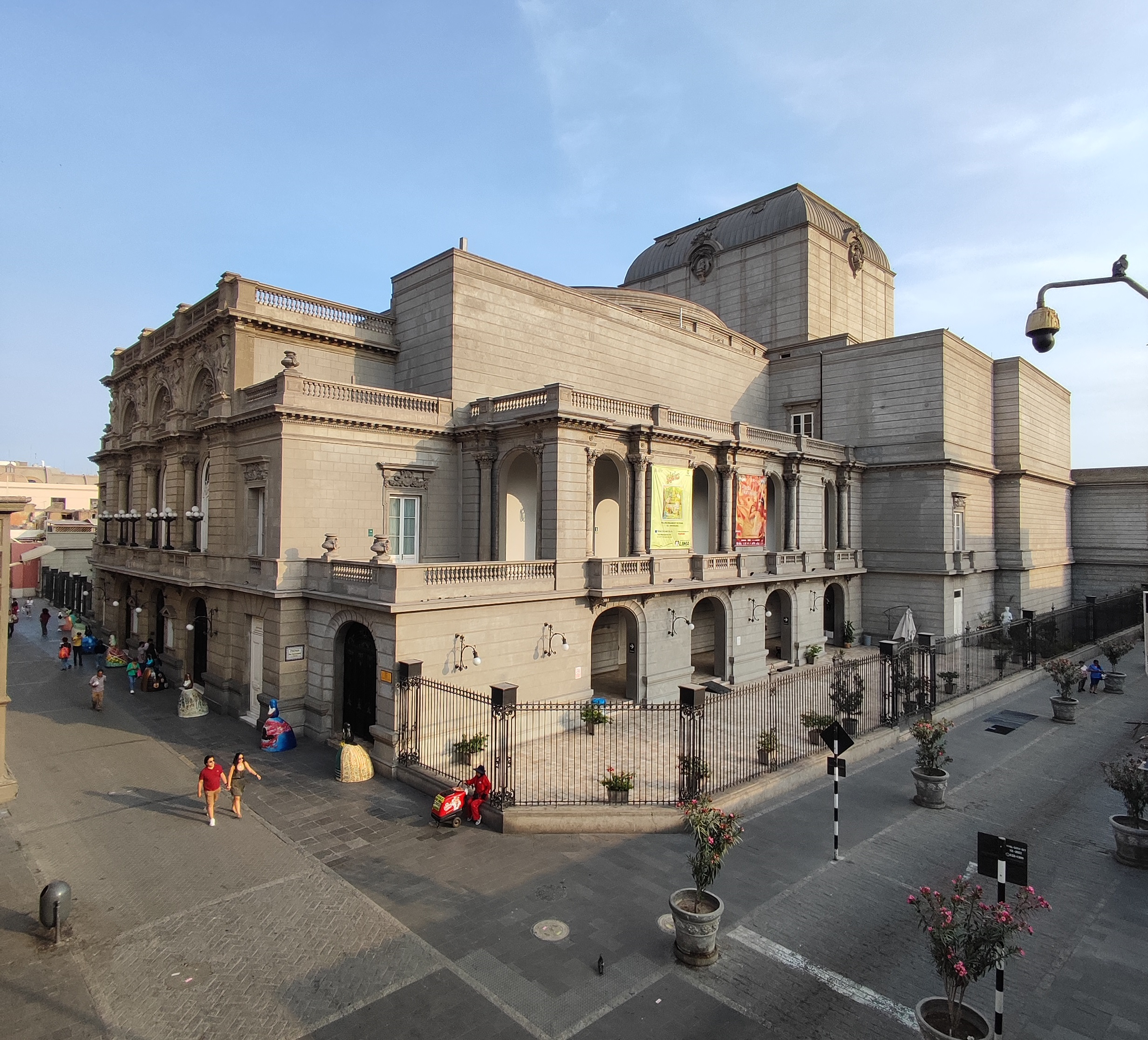
Teatro Municipal de Lima
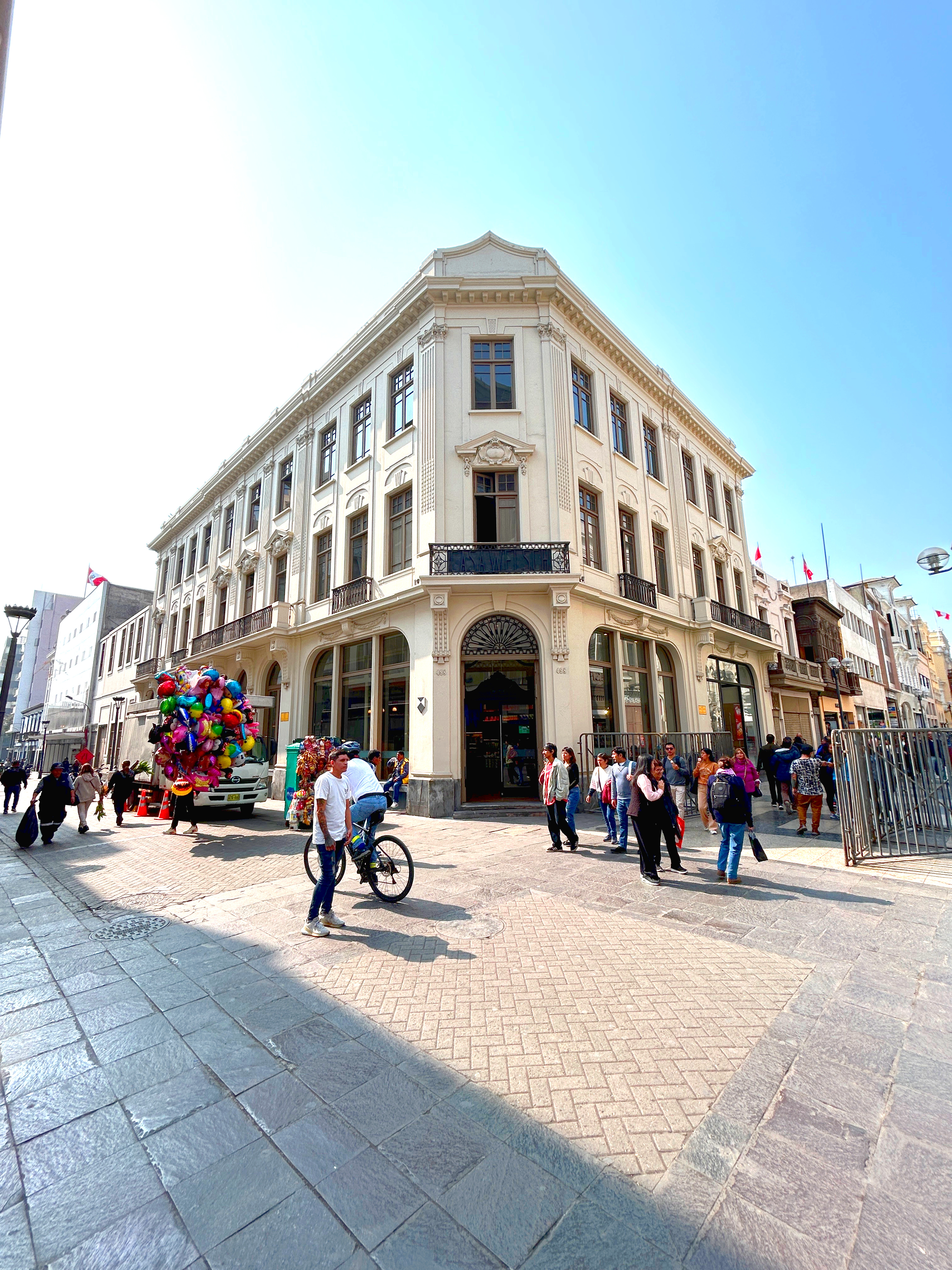
Casa Welsch
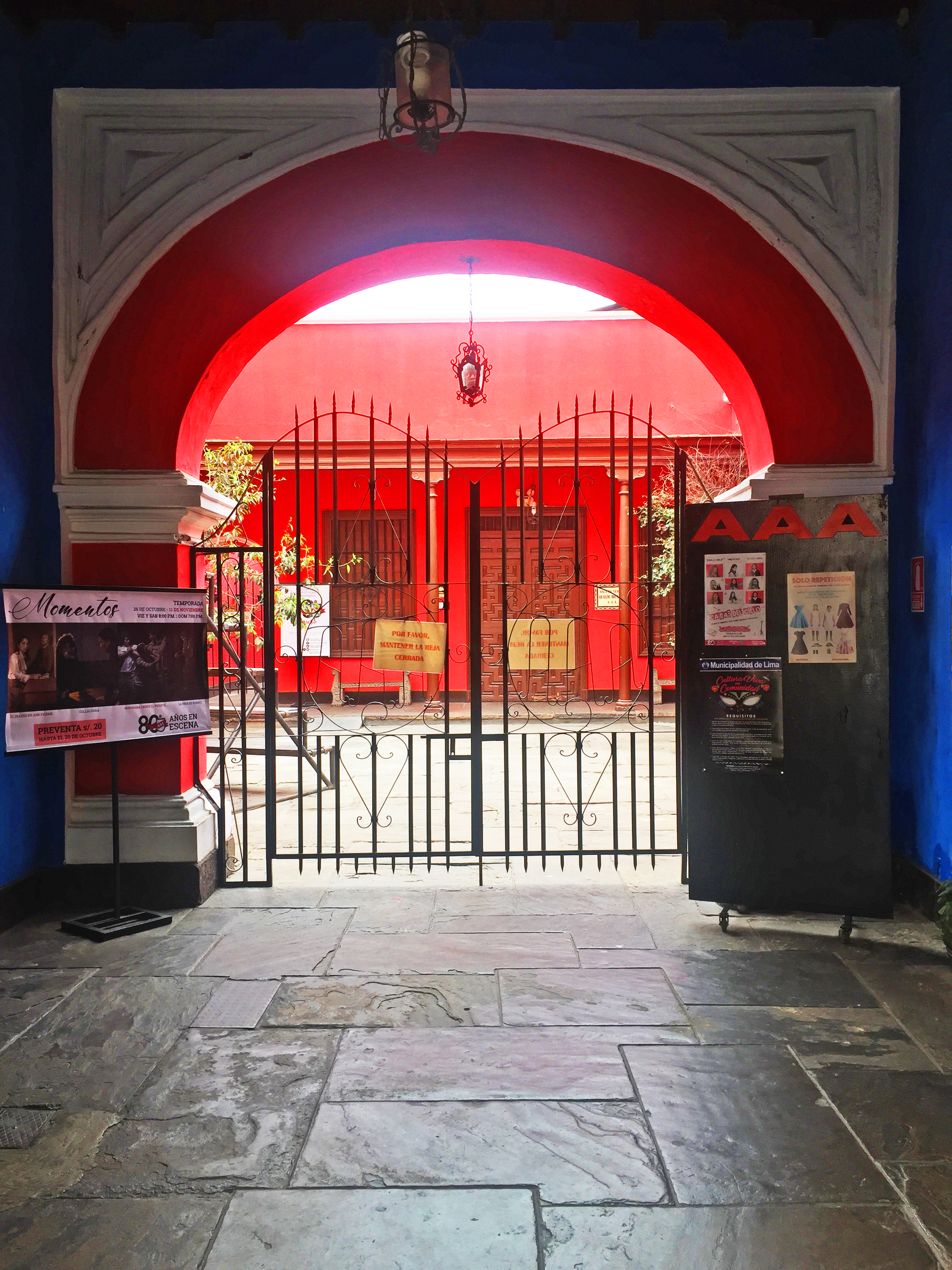
Asociación de Artistas Aficionados
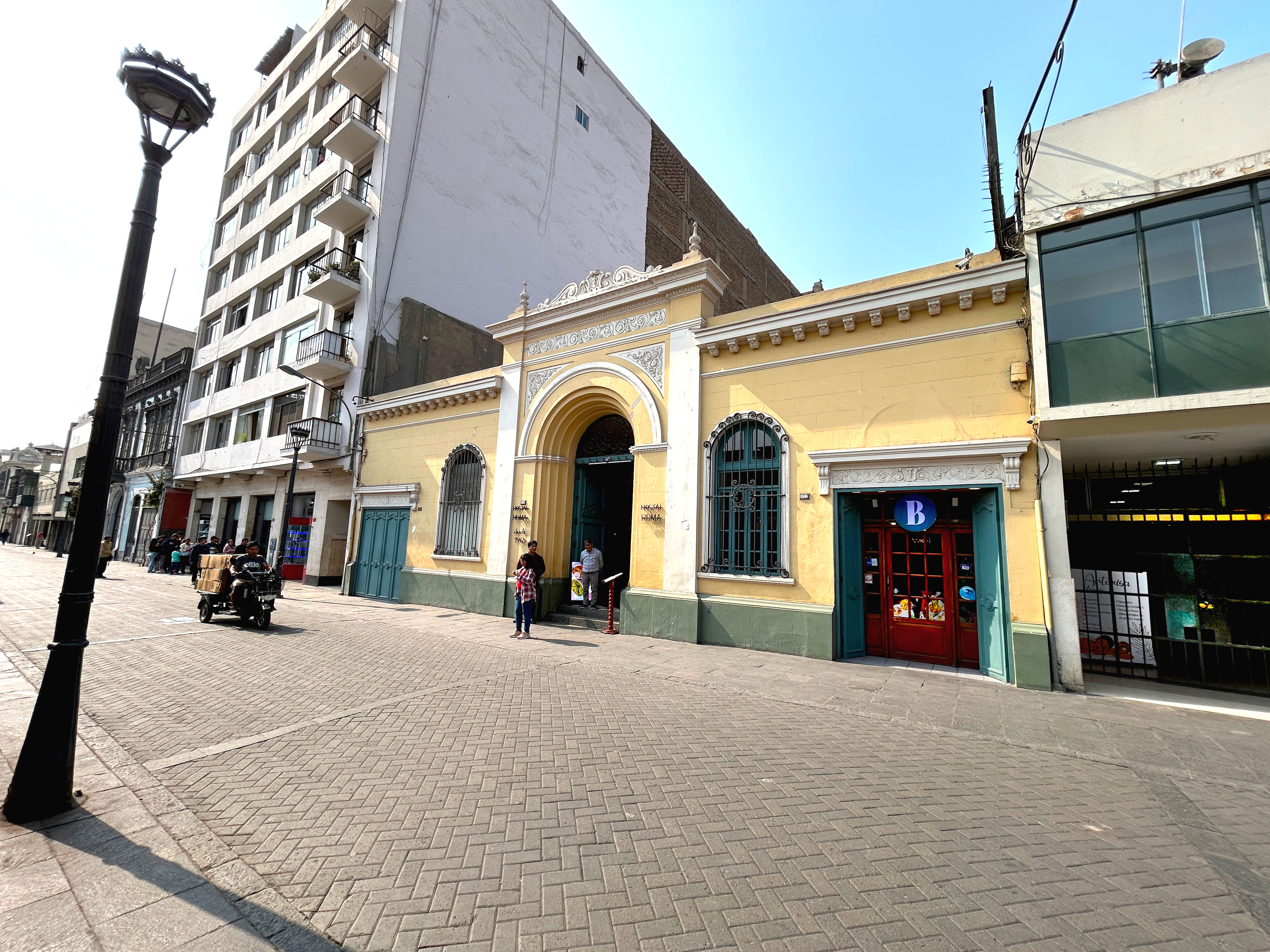
Hostal Roma
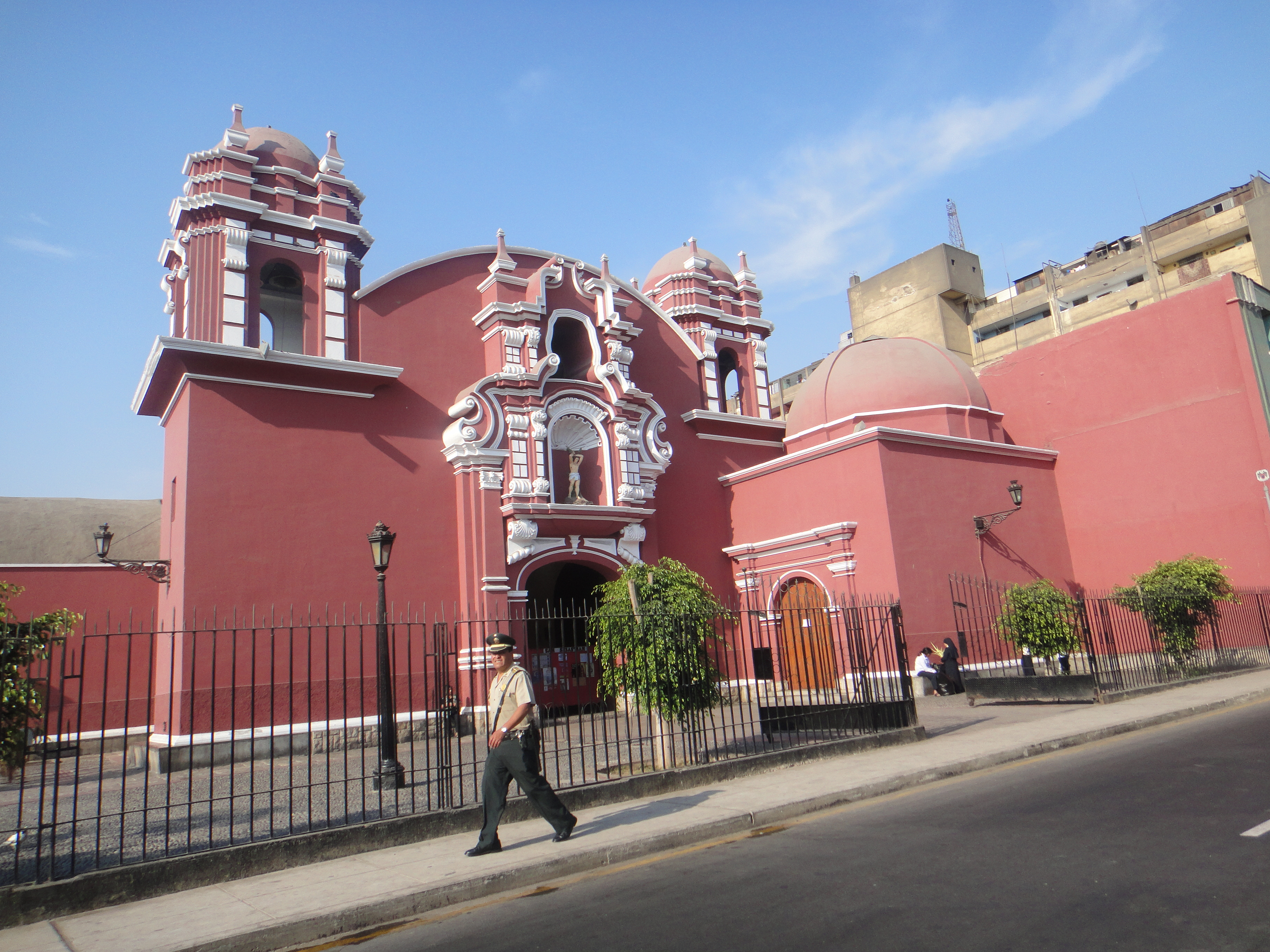
Iglesia Parroquial de San Sebastián